# 薩桑德拉省
4°57′N 6°5′W / 4.950°N 6.083°W

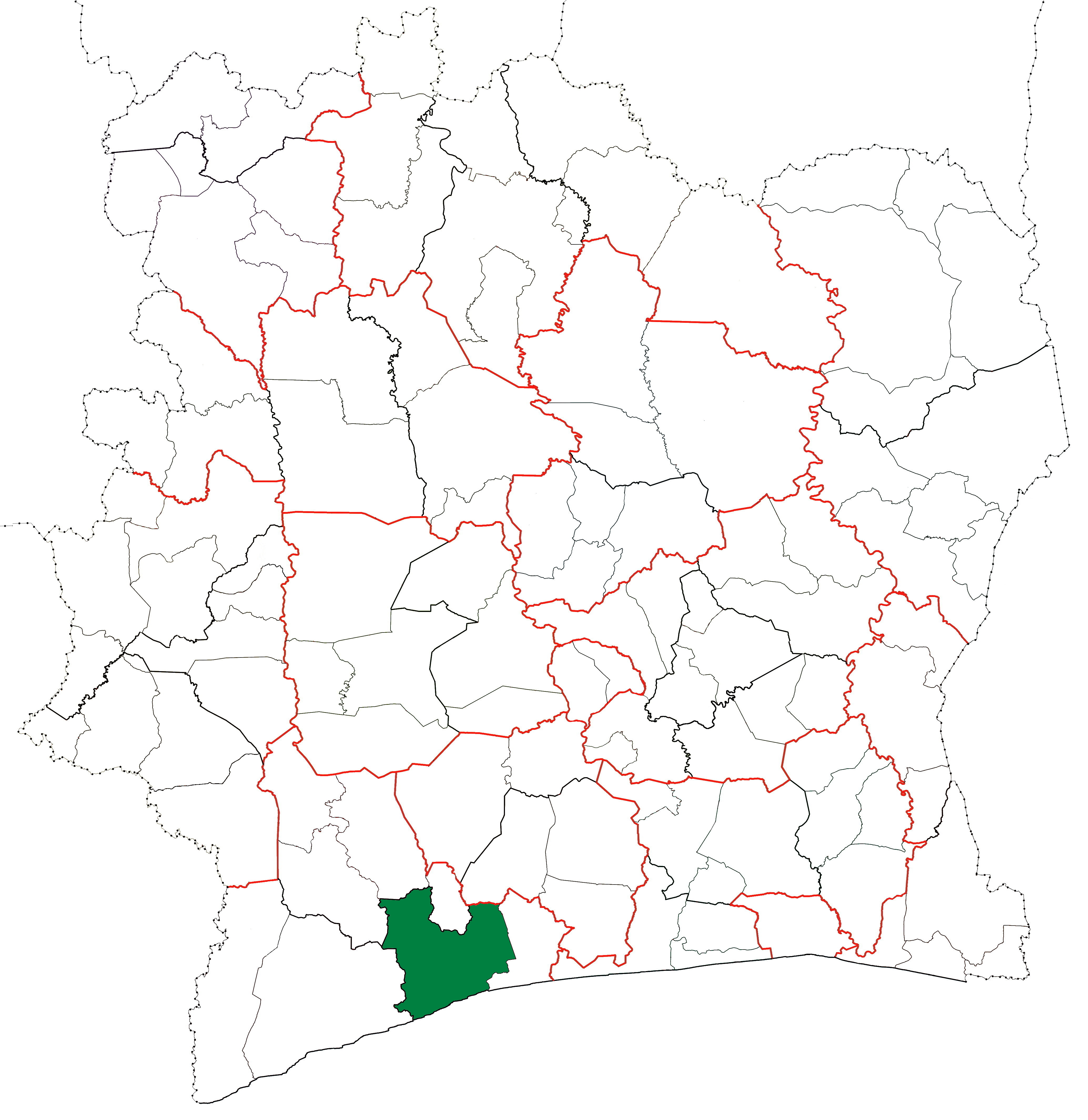

薩桑德拉省（Sassandra Department），是科特迪瓦的省份，位於該國西南部下薩桑德拉區，由格博克萊大區負責管轄，東面是弗雷斯科省，成立於1969年，2014年人口299,500。